# Coyolxāuhqui
Tên nghĩa "Mặt đính đầy chuông", nói tới người đàn bà mặt tròn có nhan sắc. 
Cô là con của Mixcoatl ("Rắn Mây") và Coatlicue ("Váy Da Rắn"). Từ mẫu phụ, cô có những người em là vị thần Huitzilopochtli ("Chim Ong Thuận Hướng Tả Phương Nam") và những Centzon Huitznahua ("Tứ Bách Chiến Quân Phương Nam").
Theo thần thoại của người Mexica, khi mẹ của cô là Coatlicue bỗng nhiên mang thai, Coatlicue hận thù mất mặt mang 400 người em trai trong đóm Centzon Huitznahua để giết mẹ. Họ trảm đầu của Coatlicue, nhưng mà đầu bà mọc lại và bà đẻ ra ba người con trai, tất cả đã trưởng thành.
Một trong ba người con là Huitzilopochtli. Để bảo vệ mình, mẹ mình, và hai người anh em mới sinh ra từ bụng Coatlicue, Huitzilopochtli gây chiến và đánh bại bốn trăm người anh mình và giết họ với sự giúp đỡ của những người anh con lại là những "Chiến Quân Phương Bắc" (Centzon Mimixcoa) gồm thêm em gái duy nhất đặt danh Cuetlach-cihuatl ("Nữ Quân Sói"). Sau đó, ông quay lại chiến đấu với Coyolxauhqui và chiến thắng. Coyolxauhqui bị chặt chân, chặt tay, những bộ phận đều bị xẻo. 
Thế nhưng Coatlicue lại nhớ những người con của mình và đề nghị Huitzilopochtli làm sao để bà vẫn thấy được những đứa con, đặt biệt là con gái, mỗi đêm. Huitzilopochtli quăng xác anh chị của minh lên thiên trời và những Centzon Huitznahua trở thành những ngôi sao hướng nam, riêng Coyolxauhqui thì đầu cô hoá thành mặt trăng.
Theo tín ngưỡng của người Mexica, họ tin rằng Coyolxauhqui và những Centzon Huitznahua vẫn còn căm thù Huitzilopochtli nên mỗi ngày Huitzilopochtli phải chiến đấu và chạy trốn khỏi anh chị của mịnh. Để cho Huitzilopochtli được hồi sinh, giữ sức lực thì phải cần được người hiến tế qua cách mổ tim nạn nhân cho vị thần mỗi 52 năm.

### Mô Tả
Theo tảng đá được đào về chuyện nữ thần bị thất bại trước em trai của mình, bà được minh họa cởi trần, phơi vú ngực ra hết. Da bà màu sáng lại vàng như lúa, xưa kia coi là đẹp giống như những văn hóa Đông Á coi da trắng.